# 索利達爾內 (卡霍夫卡區)
46°31′37″N 33°49′49″E / 46.52694°N 33.83028°E
索利達爾内（烏克蘭語：Солідарне）是位於烏克蘭南部的村莊，由赫爾松州卡霍夫卡區的塔夫里昌卡市鎮負責管轄。該村始建於1925年，面積0.08平方公里，海拔高度29米，2001年人口155，人口密度每平方公里1,937.5人。